# ريهاب
فضيل الغول (بالهولندية: R3hab)‏ (بالإنجليزية: Fadil ِAl Ghoul) (مواليد 2 أبريل عام 1986)  والمعروف أكثر باسمه المسرحي R3HAB ، هو دي جيه (DJ) ومنتج إسطوانات هولندي شهير من أصل مغربي. له العديد من السينغلز، و MRKRSTFT مع الدي دجاي الهولندي الشهير هاردويل (بالأحرف اللاتينية Hardwell) كانت من أهم نجاحاته في البداية عام 2007. وعبر السنين تعاون ريهاب مع العديد من المنتجين والفنانين المعروفين مثل تايلور سويفت، مادونا، ريهانا، هافانا براون، نيرفو، دراك، كولدبلاي، كالفين هاريس، مارون 5، ثيرثنيز تو آدز، ذا شاينسموكرز، برونو مارس، ديورو، كشمر، أوميت أوزجان وهيدهانترز.
أنتج ريهاب ألبومين Trouble و The Wave. في عام 2018 تم تصنيف ريهاب في المرتبة 12 في مجلة دي جي على ضمن أعلى 100 دي جي في العالم.أشادت فوربس وبيلبورد كونه واحدًا من أكثر الدي جي ومنتجي البارزين في السنوات الأخيرة. خلال السنوات الثلاث الماضية، حصل ريهاب على أكثر من مليار سماع وأصبح واحدًا من أفضل 130 فناناً على سبوتيفاي. وفي عام 2012 بدأ ريهاب عرض الراديو I Need R3hab على قناة SiriusXM. لدى ريهاب شركة تسجيلات خاصة به تدعى CYB3RPVNK. كشف ريهاب مؤخرًا في مقابلة أنه يجرى 228 رحلة كل عام ويقوم الآن بالإنتاج خلال رحلاته الجوية عن طريق برنامج Ableton Live.

## المسيرة الفنية
بدأ ريهاب مسيرته الفنية في أواخر عام 2007 أثناء إنتاج أغنية "Mrkrstft" التي تم عمل ريمكس لها بواسطة دي جي هاردويل. كان لمجتمع الدي الجي الصغير بهولندا أثرا علي صعوده. كانت خطته الثانية العمل في الشركات الكبيرة مستفيدًا بدراسته لإدارة الأعمال. في وقت سابق من حياته المهنية، كان معروفًا بمزجه للموسيقى، مثل "Alive" لفيني فيشي. بعد صدور أغنيته الكاسحة Prutataaa مع Afrojack، وقع ريهاب مع شركة التسجيلات Afrojack.
كان ألبومه الأول Trouble بمثابة إنجاز كبيرعند صدوره في خريف عام 2017، حيث حصد أكثر من 500 مليون سماع حتى الآن. جذبت اغانيه "I Just Can't Can't" و "Trouble" و "Icarus" انتباهًا عالميًا عند إصدارها. سجل ألبومه The Wave أكثر من 350 مليون تشغيلة ووصلت "Rumours" و "Ain't That Why" و "Hold On Tight" و "The Wave" و "Lullaby" إلى أعلى 100 مقطوعة في بيلبورد (Dance/Electronic).
قام ريهاب بنقل أغنية "Around The World (La La La)" لفرقة أي تي سي إلى القرن الحادي والعشرين بمزجها والتعديل عليها، فأصبحت أكثر أغنية يتم بثها له علي سبوتيفاي حيث حصدت 142 مليون سماع. انضم ريهاب شركة إدارة أعمال Dancing Dragon Management.

## روابط خارجية
- ريهاب على موقع IMDb (الإنجليزية)
- ريهاب على موقع ميوزك برينز (الإنجليزية)
- ريهاب على موقع أول ميوزيك (الإنجليزية)
- ريهاب على موقع ديسكوغز (الإنجليزية)